# Tropico (gra komputerowa)
Tropico – gra komputerowa z gatunku strategią czasu rzeczywistego rozwijaną przez PopTop Software i opublikowaną przez Gathering of Developers (znany też jako GOD Games, teraz znany jako „The Gathering”).

## Opis
Gracz wciela się w postać dyktatora (El Presidente) jednej z karaibskich wysp podczas zimnej wojny od lat 50. XX wieku do czasów współczesnych. Gry oparte na budowie karaibskiego miasta były tworzone przedtem, ale Tropico było pierwszą grą, która skupiła się na tematach związanych z kubańską rewolucją oraz zimną wojną. Poważne tematy, takie jak totalitaryzm, wyborcze oszustwo i interwencje potężnych spółek i narodów (Stany Zjednoczone i Związek Radziecki) są w grze przedstawione z poczuciem humoru, w formie parodii.

### Tryby gry
W grze zarządzamy niewielką wyspą o nazwie „Tropico”. Przed rozpoczęciem właściwej gry określamy dokładnie, jakie cele chcemy osiągnąć (np. szczęśliwość ludu, bogactwo itp.) oraz ustalamy swoje wady, zalety, wykształcenie, sposób dojścia do władzy itp. Wszystkie te zmiany mają zasadniczy wpływ na to, jak gracz będzie odbierany przez poszczególne grupy ludzi (frakcje) na wyspie oraz na inne szczegóły, jak np. przychód z hazardu, turystyki, rolnictwa albo wysokość finansowania ze strony takich państw jak Stany Zjednoczone czy Związek Radziecki. Przepływem pieniądza na wyspie steruje gracz, ustalając wysokość zarobków oraz cen towarów i usług. Poza pieniądzem żadna własność prywatna nie istnieje – wszystko jest w rękach państwa. El Presidente ma władzę absolutną, na wyspie nie ma żadnych regulacji prawnych ograniczających swobodę działania; nawet decyzje o tym, czy przeprowadzić wybory, podejmuje gracz. Decyzje gracza mają wpływ na wskaźnik zadowolenia oraz szacunek wśród ludności. Niskie wartości tych wskaźników mogą doprowadzić do przegrania wyborów, jeśli gracz podejmie decyzję o ich przeprowadzeniu. Jeśli niezadowolenie mieszkańców jest bardzo duże, nawet sfałszowanie 20% list wyborczych nie pomoże. Jeśli pomimo żądań mieszkańców wybory nie zostaną rozpisane, może to doprowadzić do buntu i zamachu stanu. By się przed tym uchronić, niezbędne są duże ilości wojska do utrzymania porządku. Wojsko nie jest potrzebne, jeśli gracz zadba o odpowiednio wysoki wskaźnik zadowolenia społecznego. W tym celu może budować najróżniejsze obiekty na wyspie, takie jak szpitale, kościoły, restauracje oraz odpowiednią liczbę budynków mieszkalnych. Kolejnym sposobem na zwiększenie zadowolenia, np. tuż przed wyborami, jest organizowanie różnego rodzaju rozrywek mieszkańcom, jak np. zorganizowanie igrzysk pankaraibskich, zaproszenie na wyspę znanego piosenkarza, a nawet papieża. Pieniądze na te inwestycje można pozyskać z wielu źródeł, takich jak eksport produktów (np. cygara, konserwy, rum) lub turystyka. Gracz ma również możliwość odprowadzenia części pieniędzy z państwa na swoje własne szwajcarskie konto. Jako El Presidente posiadamy doradcę, który od czasu do czasu chwali nas za osiągnięcia oraz nieśmiało informuje np. o niedostatku pożywienia. W grze nie jest powiedziane, czy to postać z krwi i kości, czy tylko głos w głowie El Presidente. Towarzyszy nam zarówno podczas rządzenia, przy opuszczaniu wyspy łodzią (np. po przegranych wyborach), jak i komentując nasze rządy po ukończonej grze i podsumowując nasze osiągnięcia. Jeśli gracz spełni zadania postawione w grze oraz dotrwa do końca kadencji ustalonej przed obraniem rządów, otrzymuje odpowiednią liczbę punktów i miejsce w tabeli zwycięzców.

### Technika
Grafika 2D przedstawiona w rzucie izometrycznym niczym nie wyróżnia się na tle innych strategii pochodzących z tego okresu.
Dźwięk jest na wysokim poziomie. Muzyka w grze w stylu latynoamerykańskim w większości wykonana przez Daniela Indarta dobrze oddaje klimat gry. Gra zdobyła w 2002 r. nagrodę Interactive Achievement Awards w kategorii Oryginalna Kompozycja Muzyczna.
W grze życie każdego mieszkańca, jego potrzeby, upodobania, zadowolenie są symulowane osobno. Dlatego na wyspie mieszka stosunkowo niewielka liczba mieszkańców (poniżej 1000), ale za to symulacja wiernie oddaje rzeczywistość.

## Dodatki
Do gry został wydany dodatek Tropico: Rajska Wyspa, a sama gra wydana została także w specjalnej wersji Mucho Macho Edition